# Vajdaszentivány
Vajdaszentivány (románul Voivodeni, németül Johannesdorf) falu Romániában, Maros megyében, Vajdaszentivány község központja.

### Neve
A legelső írásos emlék 1332-ből származik. Az 1332-1337 évek között készült pápai tizedjegyzékben megjelenik, mint Sanctus Iohannes. 2022-ben ünnepli a falu az első írásos emlékének 690-ik évfordulóját. Az 1332-ben készült jegyzékben a következő szerepel: „Item Paulus sacerdos de Sancto Iohanne solvit XX banales antiquos.” Ennek értelmében azt állíthatjuk, hogy a faluban már gyülekezet volt, hiszen Pál, szentiványi pap meg van említve, hogy 20 banálist fizetett. Az összegből arra lehet következtetni, hogy nem lehetett sok lakosa a falunak ebben az időben.
A későbbi feljegyzések szerint a falu neve a következőképpen alakult: Mortunzenthyuana, Morthunzenthyvan (1366), Zentyhuan (1381), Zenthywan (1411), Zentywan (1430), Waydaszenthywan, Wayda Zenth Iwan (1451), Zent Iwan (1468), Szenthivány (1552), Zenthiwan (1554), Vayda Szentivan (1599), Vayda-Zenth-Iwan (15999, Vajdaszentivany (1601), Vajda Szent Ivan (1633), Vajda-Szent-Ivany (1724), Vajda Szent Ivany (1779), Vajda Sz. Ivanyó (1830), Szintyivan (1831), Vajda Sant Jona (1887), Sanioana (1910), Voivodeni (1925).
Valószínűleg a Szent Iván (János) volt az a védőszent, akiről a falu nevét kapta. I. Béla (1060-1063) király elrendelte, hogy a településeket a templom védőszentjéről nevezzék el, így innen eredeztethetjük a ma is használatos nevét. A falu nevének első felében szereplő Vajda szó valószínűleg a megkülönböztetés miatt történt, hiszen több Szentivány volt akár Maros megyén belül is. Benkő József történész szerint a faluban a Bethlen család birtokai lehettek. Egyes feltételezések szerint Bethlen Domokos erdélyi vajda vagy éppen Bethlen Elek alvajda miatt kaphatta a falu a Vajda előnevet, akiknek itt volt földbirtokuk. Más feltételezések szerint a Vajda előtag a falu nevében onnan ered, hogy itt volt az erdélyi vajdák egyik fő tartózkodási helye.

## Fekvése
Az erdélyi Mezőség és Maros mente határán található Marosvásárhelytől 18 km-re északra illetve Szászrégentől 10 km-re délnyugatra a Lúc-patak jobb partján. Toldalag tartozik hozzá. Román neve alapján könnyen összetéveszthető más romániai falvakkal: a Maros megyei Vajdaszentivány és a Szilágy megyei Vajdaháza román neve is Voivodeni.

## Lakossága
1992-ben 1768 lakosából 1124 magyar, 578 román, 63 cigány, 3 német.
Mint a szomszédos falvakban, itt is a magyarok és a cigányok református, míg a románok ortodox vallásúak. 2002-ben 1673-an lakták. A község lakossága a 2002-es évi 1957-ről 2007-re 1832-re csökkent.

## Története
1332-ben Sancto Johanne néven említik először, ekkor már egyházas hely volt. Mai nevén 1366-ban szerepel Marosszentiványa alakban. Zichy-kastélya a Maros egykori medrének meredek partján épült a 18. században klasszicizáló barokk stílusban. 1910-ben 1729, többségben magyar lakosa volt, jelentős román és cigány kisebbséggel. A trianoni békeszerződésig Maros-Torda vármegye Régeni alsó járásához tartozott.

### Katolikus egyház
Az 1332-es pápai tizedjegyzékből következtethetünk arra, hogy a faluban volt már katolikus gyülekezet, melynek vezetője Pál atya volt. Noha az első írásos emlék a 14. századból való, a település azelőtt is már létezett és valószínűleg a gyülekezet is. Írásos emlékek azonban azért nincsenek, mivel a tatárok 1241-ben elpusztították a gyulafehérvári káptalant, ahol az egyházi iratokat őrizték.
A mai református templom még az Árpád-háziak korában épült, így egyértelműen katolikus templomként szolgált eredetileg. A templomon és a körülötte levő temetőn kívül más emlékünk nincs a katolikus időből. A reformáció erőteljesebb terjedése során valószínűleg a katolikus egyházból református egyház vált. A „cuius regio, eius religio” (akié a régió, azé a vallás) elve alapján a földesurak döntöttek a nép vallásosságának kérdésében: ha ők református vallást képviseltek, az egész falut azt a vallást gyakorolta. Valószínűleg ez lehetett a hátterében annak, hogy a katolikus egyház épületeivel együtt a református egyházzá alakult át.

### Református egyház
A reformáció következtében egyre nagyobb teret nyertek a protestáns vallások: lutheránus/evangélikus, református, unitárius. A 16. század közepétől kezdődően egyre több katolikus településben jelent meg a protestantizmus és lassan kezdett uralmat venni az erdélyi református püspökség.
A vajdaszentiványi reformátusok történetéről sajnos nem sok felhasználható anyag maradt meg. 1842 előttről csupán egyetlen jegyzőkönyvtöredék maradt meg, amely az 1829 Pünkösd szombatján történő tűzvész után megmaradt. A tűz és az erőteljes szél következtében sok épület megrongálódott, köztük a parókia épület is, amely teljesen leégett. Az itt található dokumentumok pedig megsemmisültek. A megmaradt jegyzőkönyv a 17. századból való és Tóth Mihálynak, az egyház örökös jobbágyának adott földterületről számol be.
A református közösség meglétét támasztja alá az 1643-ban tartott vajdaszentiványi zsinat. A Görgényi Egyházmegye egyik legrégebbi református közössége található meg itt, hiszen 1594-ben már lelkipásztora volt Sekj (Széki) Mihály személyében.

#### Vajdaszentiványon szolgáló református lelkipásztorok névsora
- Sekj Mihály (1594)
- Besenyei András (1642–1643)
- Zágoni Balázs (1665)
- Baróti István (1672–1689), 1672–1685 között a Görgényi Egyházmegye esperese
- Pelsőczi András (1685)
- Újlaki P. József (1693)
- Szentmihályi János (1706)
- Zilahi András (1710)
- Veszprémi Miklós (1711)
- Barátosi Mihály (1716)
- Ajtai Márton (1730–1736)
- Veszprémi Péter (1737–1738)
- Csanádi István (1738–1747)
- Péterfi László (1748–1752)
- Ferenczi Sámuel (1753–1783)
- Jakó Pál (1784–1785)
- Gergelyfy József (1786–1800)
- Sófalvi István (1801–1829)
- Elekes György (1829–1841)
- Albisi Bod Sándor (1842–1893)
- Benedek Árpád (1893–1905)
- Széll Jakab 1907–1947)
- Szőcs Endre (1948–1960)
- Hodgyai Géza (1960–1998)
- Kónya Tibor (1999–2003)
- Dénes Csaba (2003–)

#### A református templom
A templom az Árpád-korban épült, gótikus stílusban, valószínűleg a kerci építőközpont mestereinek irányításával. A reformáció kisebbik része a reformáció előtti korra mutat. Alatta kripta van, ahol Bod Sándor szerint többek között Bethlen László koporsója található.
A templom bővítéséhez 1765 előtt nekifogtak, de a munkálatok nagyon lassan haladtak. 1797. február 18-án keltezett jegyzőkönyv szerint a templomot felújították Bethlen László és Bethlen Kata segítségével. Az 1796 március 14-én tartott vizitáció egyetlen szót sem ejt a templom újításáról. A templom karzatán viszont az áll, hogy a munkát 1795-ben befejezték. Az emléktábla szerint a templom hajóját lebontották és újra felépítették. Az újjáépített rész a klasszicista stílus jegyeit hordozza magán.
Az évszázadok során többször is templomfelújításra került sor. A második világháború során egy aknalövés megrongálta a templom tornyát. 1945. augusztus 12-én a presbitérium arról döntött, hogy a háború alkalmával kitört templomablakokat cseréljék ki és készíttessenek egy toronyzsalut.
A 2021-es évben templomfelújítási munkálatok folytak, amely következtében a templomot teljes mértékben restaurálták.

## Látnivalók
- Zichy-kastély
- Sáté-tó

## Kultúra

### Népviselet
A vajdaszentiváni néptánc és népzene nemcsak Erdély szinten, hanem világszerte elismert. A népviseletet jól ismerők között nincs olyan személy, aki ha meglátná a zöld női ruhát, ne tudná, hogy az vajdaszentiványi viselet. Azonban valóban megismerni és felidézni azt a viseletet, amelyet az itt élő emberek hordtak, nehéz feladat. A női viseletet nehéz visszavezetni, hiszen már az 1930-as évektől polgári ruhára cserélték fel a népviseletet. A férfiviselet hosszabb ideig megmaradt és használt volt, még az 1970-es években is magukra öltötték.

#### A férfi viselet
A fiatal férfiak zöld, az idősebbek szürke vagy fekete kalapot viseltek, fekete szalaggal körbevéve. A kalap tetejét körben „feltűrték”, később hosszában beütötték.  A fiatal fiúk kalapjába a szeretőjük virágot tűzött (pl. ibolya, jácint). A fiatal fiúk, akik behívót kaptak a katonaságba a kalapjukba tűzték a behívócédulát. Így vonultak végig a falun és vettek részt a búcsúbálon. A kalapot télen fekete báránybőr sapkára váltották, amelyet a kalaphoz hasonlóan betűrtek.
A férfiak kétféle inget viseltek: hétköznapi és ünnepnapi (templomi). Az ünneplő ing először gyapotból készült, majd ezt felváltotta a bolti gyolcs. A munkába és a hétköznapokon házilag szőtt kenderinget viseltek. (36) Az ünnepi gyapoting „orosz gallérral” rendelkezett, ami két centiméter magas, melyre kézi horgolással csipkét helyeztek. Hasított inget viseltek, hónaljékkel. Az ing vállát dupla anyagból készítették el, hogy az még hosszabb ideig kitartson. Az ing eleje és háta, sőt az ujjai is betoldással készültek, hogy nagyon bő legyen az ing. Elöl a mellkivágás 50 cm mély, kétfelől levarrott ráncokkal, s ezek közepén ujjnyi szélességű csipke volt található. A nyakon két, a hasítékon hat fehér porcelángombbal csukódik, alul pánt zárja négy díszként rávarrt porcelángombbal. A derékon alul élő ingrészt a pánt alatt összeráncolták. Az ing hátrészén is a nyakban sűrűn ráncolt az 50 centis betét. Az ujjak bő szabásúak, 67 cm szélesek. A kéznél sűrűn összeráncoltak, s a kézelőn is házicsipke betét van, amely két fehér gombbal csukódik.
A férfiak az ingre háziposztóból varrott fekete mellényt, úgynevezett lájbit vettek. A lájbi dupla gallérral készült, 4-5 gombbal csukódott. Kétoldalt egy-egy nagyobb zsebe volt, illetve egyik oldalt egy felső zseb.  
A férfiak nadrágja posztóból készült, az úgynevezett harisnya. Hétköznap sokszor szürke nadrágot hordtak, ünnepnapokon azonban csakis fehéret. A harisnya ellenzőjén és a zsebszegélyen zsinórszalag volt. Az 1940-es évektől a fiatalok priccsnadrágot készíttettek szürke vagy fekete posztóból.
A kabát szintén háziposztóból készült, gallér nélkül, kétnyüstösen szőtt. Az ünneplőt négynyüstösen szőtték. Hossza addig ért, amíg derekát eltakarta.
Lábbeliként télen bakancsot, nyáron cipőt vagy éppen szandált hordtak. Ünneplőnek fekete bőrcsizmát viseltek, elöl gombbal a szív alakú bevágás közepette.

#### A női viselet
Az első világháború előtt a nők bokáig érő ruhát viseltek, amit később felváltott a lábszár közepéig érő szoknya. A leányok „hajdonfőtt” jártak, csupán hideg időben kötöttek kendőt. Hajukat középen két ágba fonták, piros vagy fehér selyemszalaggal kötötték meg. A fiatal lányok többsoros gyöngyöt tettek a nyakukba piros vagy fehér színben, az idősebb asszonyok egy soros gyöngyöt hordtak.
A női inget házilag szőtték kenderből, az ünneplőt pedig gyapotból, majd gyolcsból. Az ing magas nyakú, nem fodros, hanem kitűrt rész apró lerakások találhatók, csipkeszegély díszítette. Hasított ing, hónaljékkal, nagyon bő ujjakkal. Az ing eleje csak annyira volt kivágva, hogy bele lehessen bújni. Ezt a részt díszítették. Fehér gombokkal zárták. Csak hosszúujjú inget viseltek.
Az asszonyok alsószoknyát hordtak, melyet a mell alatt kötötték meg és mindig fehér volt. Először bokáig, majd lábszárközépig ért. A mell alatt ráncolták, az alja csipkével volt díszítve.
Amikor a szoknya megrövidült, akkor két alsószoknyát hordtak. A legalsó szűkebb volt, a legfelső alsószoknya bő szabású.
A lájbi mélyen kivágott volt, hogy az ing díszített része látszódjon. Pántja a vállakon keskeny volt, s minden lány más módon díszítette. Az idősek fekete lájbiján nem volt díszítés. Gombokkal csukódtak. A lájbihoz fersinget varrtak, melynek legaljára 10 cm bársonyszalagot varrtak, felette 10 cm-el vékony, másfél centis fekete szalag szaladt körbe, amely néha selyemből készült.
A fersing elé kötényt kötöttek, a régebbi fehér gyolcsból, a gazdagabbak selyemből. A kötény sarkai szögletesek voltak, körben csipkeszegéllyel. Az alját hajtásokkal vagy hímzéssel díszítették. A kötényt nem hátul, hanem oldalt kötötték meg, a pánt széle kiszélesedett és csipke díszítette.
Télen „száras cipőt”, magas fűzős cipőt, majd csizmát hordtak, 3–4 cm sarokkal.

### Táncrend

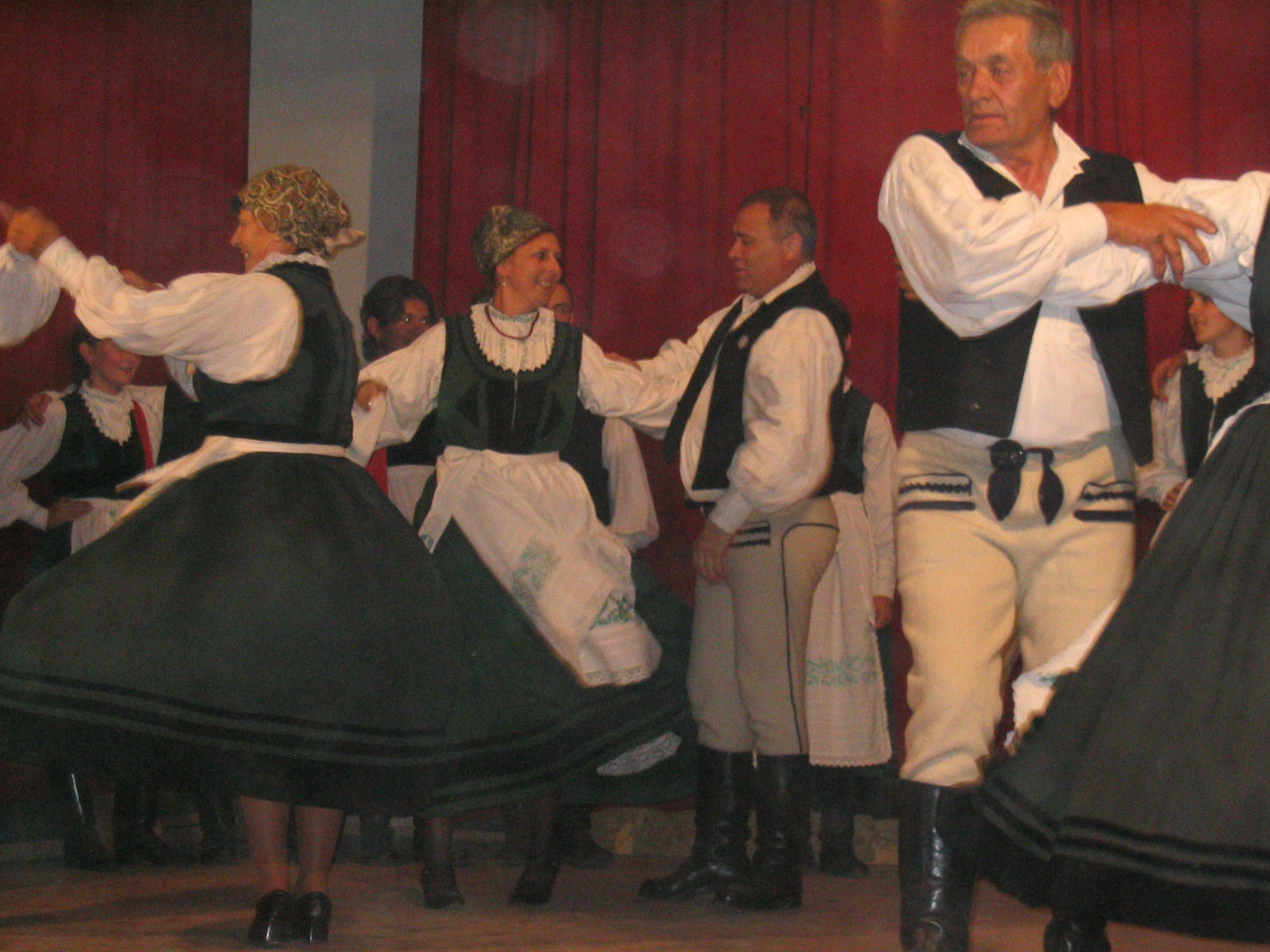
Vajdaszentiváni táncosok

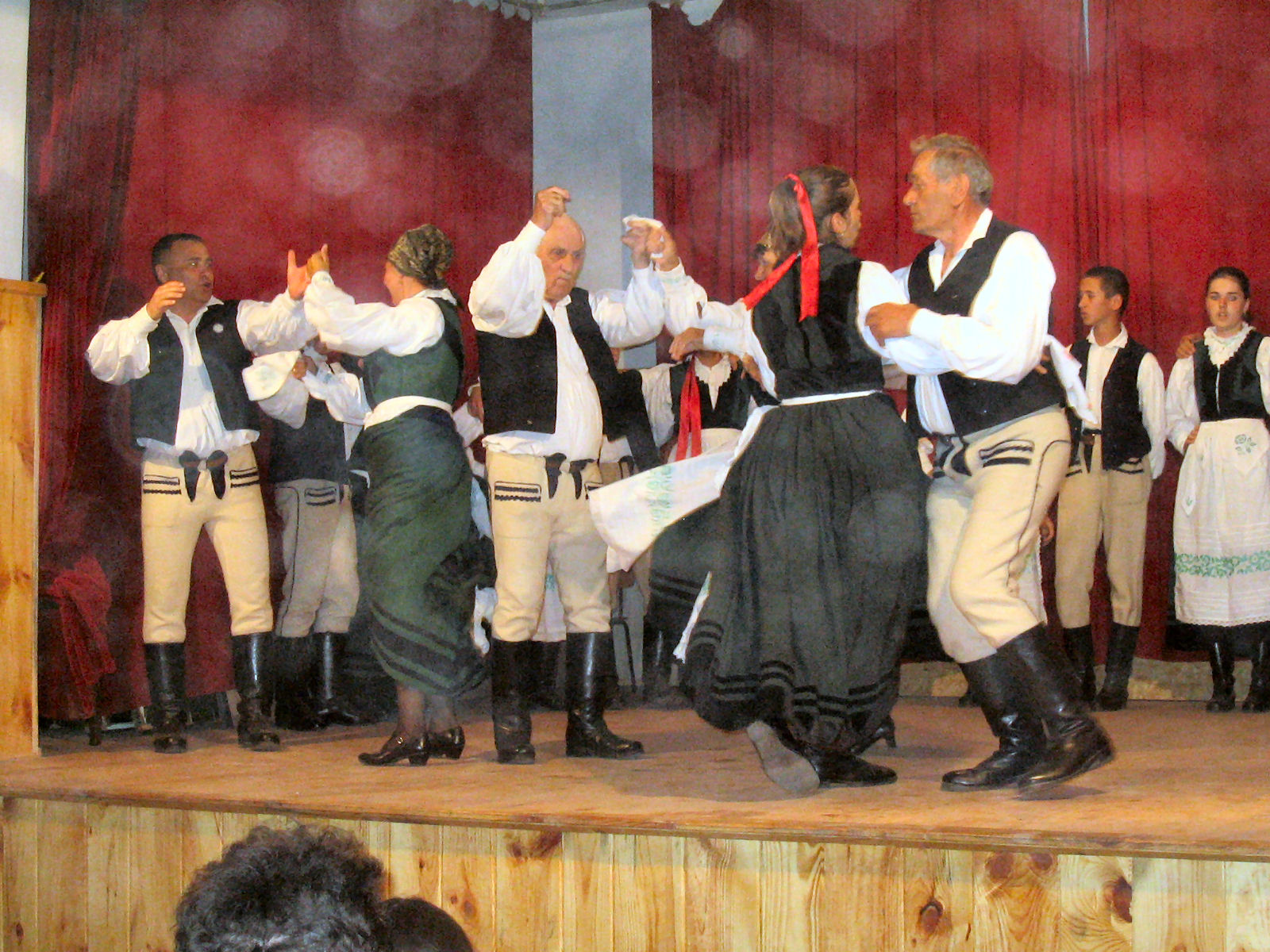
Vajdaszentiváni táncosok

A faluban 1997-óta évente rendeznek tánctábort.
A helyi táncrend következő táncokból áll:
- Verbunk (1/4=140-150): A táncrend nyitó táncaként szerepelt, de gyakran járták a táncok közbeni szünetekben is rendelésre a zenekar előtt. Két formája ismert: az egyiket, mely kötetlen szerkezetű, szólóban járják, a másikat körben járva csoportosan táncolják. Ez utóbbi már szabályozottabb, kötöttebb. A tánc két fő részből áll: a bevezető vagy pihenő részben körben sétálnak I I I I I ritmusú tapssal kísérve, melyet figurázó és csapásoló rész követ. Ezek a részek egymás után periodikusan vissza-visszatérnek.
- Sebes forduló (1/4=112-118): A táncrend kezdő és a többi páros tánca is a forgós, forgatós páros táncok közé tartozik. A sebes forduló motivikájára a zárt fogású páros forgás, a nő kar alatti forgatása jellemző. Maga a tánc a "pihenő" résszel (egyes csárdás) kezdődik, melyet a balra forgó ricálás (értsd: riszálás) követ, mint a forgatások bevezetője. A kar alatti forgatásokhoz a nők legtöbbször kendőt tartanak a kezükben, a férfi kendőnél fogva fordítja meg a párját. Ezután következik egy zárt fogású jobbra történő páros forgás, mely után aztán újra indíthatja a ricálást. A táncok részenként nem hosszúak, viszont gyakran cserélődnek, visszatérnek.
- Lassú (1/4=152-180): A lassú szerkezetileg megegyezik a sebes fordulóval: pihenő rész (kettes csárdás), zárt páros forgás jobbra-balra, kar alatti forgatások. Motivikájának ritmusa viszont változik, igazodik a zene lüktetéséhez.
- Korcsos (1/4=84-96): A korcsos az ún. Marosszéki forgatós helyi változata, melynek lassúból való zenei átmenete folyamatosan történik, tehát a táncot sem kell megszakítani. Motívumkincse megegyezik a lassúval.
- Csárdás (gyors csárdás, 1/4=150-190): A táncrenden belül a csárdás a leggyorsabb tempójú tánc, ha magyarok táncolják a tempója 1/4=150-170 lehet, a cigányok esetében viszont elérheti a 190-es tempót is. A korcsos lezárása után újraindítják a zenét a csárdással. A tánc felépítése és motívumai szintén megegyeznek a lassúval. Ritkán, de kibővülhet külön táncolással is, melynek figurái apró cifra változatok lehetnek, vagy akár a verbunk figuráit is alkalmazhatják.
- A Batukát (1/4=120-142) a románok táncolták (bâtuta), de idővel átcserélődött a magyarok által járt táncokra. Motivikailag és szerkezetileg is megegyezik a sebes fordulóval.

## Híres emberek
- Itt született 1852. február 7-én Bod Lajos főreáliskolai tanár.
- Itt született 1892. július 15-én Dán István újságíró, szerkesztő.
- Itt született 1935. június 28-án Samu Pál természetvédő, biológiai és földrajzi szakíró.